# Weerwater (roman)
Weerwater is een dystopische roman geschreven door de Nederlandse schrijfster Renate Dorrestein. Zij werd door de gemeente Almere uitgenodigd om een boek over de stad te schrijven en kreeg een huisje toegewezen in de Fantasie-wijk. Dit alles gebeurde in het kader om Almere cultureel beter op de kaart te zetten.

## Schrijversblok
Dorrestein ondervond in die tijd de lasten van een schrijversblok. Ze nam de opdracht desalniettemin aan en gebruikte haar ingehuurde persoon als verteller van de ramp die Almere zou treffen.

## Structuur van het verhaal
De schrijver voert zichzelf op als onderdeel van het boek. Ze is immers in Almere op uitnodiging van de gemeente om een roman over de stad te schrijven. In de loop van het boek wordt haar opdracht herbenoemd als zijnde de stadsschrijver. Die term past beter in de middeleeuwse omstandigheden waarin Almere is teruggevallen. In Maastricht nam ze al meewarig afscheid van haar geliefden, omdat ze zich terug zou trekken in een plaats waar je volgens de heersende opinie liever niet dood wil worden gevonden.

## De twee buitengewone gebeurtenissen in Almere
- Op de zondag van Renate’s aankomst trekt er een apocalyptische zomerstorm over de stad. Heftige hagel en onophoudelijk onweer met windstoten tot 250 km per uur. De maandag erop lijkt de schade relatief nog mee te vallen. Het KNMI heeft de storm volledig gemist maar die maandag vertrekken de forenzen weer met enige vertraging per trein en auto de stad uit naar hun werk, voor zover ze niet op vakantie waren.

- Terwijl de herstelwerkzaamheden die maandag op gang komen, valt na een soort lichtflits de elektriciteit volledig uit. Al spoedig blijkt dat de stroom via het elektriciteitsnet nooit meer terugkeert. De stad valt terug naar middeleeuwse omstandigheden. Bovendien is de stad pal op haar gemeentegrenzen volledig omsloten door een dichte mist. Mensen vertrekken wel uit Almere maar niemand komt de stad terug in.[5]

## Lot van Almere
De bewoners van Almere menen in meerderheid dat de stad als enige het einde van de wereld heeft overleefd. Dit omdat alle verbindingen met de wereld buiten Almere zijn verbroken en niemand meer terug de stad in komt. De bevolking loopt razendsnel terug van circa 200.000 naar 5.000, in meerderheid vrouwen. Besmettelijke ziektes zoals cholera, tyfus en difterie eisen hun genadeloze tol.
Toch is er ook een onderstroom, verwoordt door Lazaar Lazaar, die denkt dat er door een Centrale Overheid een gruwelijk experiment is uitgehaald met de stad, die ooit uit water werd gewonnen. Het klimaat is tropisch geworden en ook de dagen zijn het hele jaar door even lang en de schemering is bijbehorend kort. Vooral jongen mannen rennen de eerste tijd hard weg door de mistbanken die het gemeentelijk grondgebied omgeven.

## Verloop van het verhaal
Het bestuur van de stad wordt na de twee rampen overgenomen door de enig overgebleven wethouder van Cultuur en drie obscuur blijvende PVV-raadsleden. Na diens dood neemt het hoofd van de gevangenis zijn plaats in. Ook Renate wordt nauw bij de besluitvorming betrokken als stadsschrijver. Door het uitvallen van de elektriciteit en een gebrek aan mannen valt de levensstandaard snel terug. Voedsel wordt een probleem, hoewel de stad mogelijkheden had om haar 200.000 inwoners zelf van voedsel te voorzien, dus zeker de resterend 5000.
De ontsnapte 300 gedetineerden mannen blijken zowel een vloek als een zegen. Ze worden door de gevangenisdirecteur opgedeeld in bruikbaar (200) en schorem (100). De laatste groep trekt zich vrijwillig terug in ‘ Het Kasteel’ en terroriseert vandaar in steeds mindere mate de bevolking, die zich grotendeels teruggetrokken heeft in Almere Centrum rond het Weerwater.
De bruikbare gevangenen worden benoemd tot hoofd van 200 clans, genaamd ‘Naaste Familie’, waarbinnen middels loting alternatieve families worden gevormd. Grote thema’s worden het verbouwen van voedsel en het maken van baby’s, dat bijna hopeloos is met ondervoede vrouwen. Bovendien blijft de grote levensvraag wat er buiten Almere is onopgelost.
De vondst van een circa zes maanden oude meisjesbaby Ally doet vermoeden dat er toch leven is buiten Almere. Onduidelijk is echter hoe het komt dat de stad niet onderloopt na uitval van het elektriciteitsnet. De clanhoofden nemen het bestuur van de stad over en vinden hun oude gevangenisdirecteur bereid om te testen of de mistmuur nog steeds terugkeer naar de stad verhindert. Als deze Jacob Kribbe niet terugkeert, komt het elan terug in de stad. De overlevenden staan er toch alleen voor. Renate stuurt als stadsschrijfster via flessenpost een bericht aan de buitenwereld.